# ميريام فرنسوا سيرا
ميريام فرنسوا سيرا (بالإنجليزية: Myriam Francois-Cerrah)‏ (بالفرنسية: Myriam François-Cerrah)‏ تعرف أيضًا باسم إيملي فرنسوا (ولدت عام 1983) هي ممثلة وصحفية بريطانية ذات أصل فرنسي وأيرلندي. بدأت مشوارها الفني وهي طفلة في سن الثانية عشرة بفيلم العقل والعاطفة (1995) للمخرج التيواني أنج لي. اعتنقت الإسلام عام 2003 بعد بحث واسع حول الأديان. قالت ميريام إنها بدأت دراسة الإسلام عندما كانت طالبة في جامعة كامبريدج تدرس اللغة العربية. كما كانت هجمات 11 سبتمبر والجدل حول الإسلام دافع لها للخوض بعمق في معرفة هذا الدين، ووصفت شخصية النبي محمد الداعية للسلام والتسامح بأحد الأسباب المحورية وراء إسلامها. هي متحدثة نشطة في وسائل الإعلام حول فهم الإسلام.

## روابط خارجية
- ميريام فرنسوا سيرا على موقع IMDb (الإنجليزية)
- ميريام فرنسوا سيرا على موقع قاعدة بيانات الفيلم (الإنجليزية)